# Apollo Beach
Apollo Beach és una concentració de població designada pel cens dels Estats Units a l'estat de Florida. Segons el cens del 2000 tenia 7.444 habitants.

## Demografia
Segons el cens del 2000, Apollo Beach tenia 7.444 habitants, 3.132 habitatges, i 2.361 famílies. La densitat de població era de 505,1 habitants per km².
Dels 3.132 habitatges en un 23,7% hi vivien nens de menys de 18 anys, en un 65,5% hi vivien parelles casades, en un 6,9% dones solteres, i en un 24,6% no eren unitats familiars. En el 19,3% dels habitatges hi vivien persones soles el 7,6% de les quals corresponia a persones de 65 anys o més que vivien soles. El nombre mitjà de persones vivint en cada habitatge era de 2,38 i el nombre mitjà de persones que vivien en cada família era de 2,7.
Per edats la població es repartia de la següent manera: un 18,2% tenia menys de 18 anys, un 5,2% entre 18 i 24, un 24,3% entre 25 i 44, un 33,7% de 45 a 60 i un 18,7% 65 anys o més.
L'edat mediana era de 46 anys. Per cada 100 dones de 18 o més anys hi havia 98,1 homes.
La renda mediana per habitatge era de 51.480 $ i la renda mediana per família de 58.378 $. Els homes tenien una renda mediana de 42.427 $ mentre que les dones 28.732 $. La renda per capita de la població era de 28.583 $. Entorn del 2,4% de les famílies i el 4,1% de la població estaven per davall del llindar de pobresa.

## Poblacions més properes
El següent diagrama mostra les poblacions més properes.